# Darío Arias
Dario Alberto Arias (31 de agosto de 1989) es un futbolista argentino que cuenta con pasaporte europeo. Se desempeña como defensor y su primer equipo fue Nueva Chicago. Actualmente se desempeña en Sarmiento de Resistencia del Torneo Federal A, tercera división del fútbol argentino.

## Trayectoria

### Nueva Chicago
Arias es un futbolista surgido de las divisiones inferiores del Club Atlético Nueva Chicago que debutó en la temporada 2009/10. En la temporada 2010/11, "Chucky" alcanzó sus mejores rendimientos.
Luego de una lesión en el tobillo a principios de la temporada 2011/12 que lo tuvo alejado varios meses de las canchas, perdió continuidad y después del primer semestre en el Nacional "B" de la temporada 2012/2013 arregla su desvinculación de la institución.
Como resumen, Arias jugó 33 partidos en su estadía en Nueva Chicago (donde se logró la mayor racha invicta del club, de 18 partidos sin derrotas y la mejor racha de victorias consecutivas de visitante, 5) .

### Libertad de Sunchales
A principios de 2013, el defensor acordó su salida del club de Mataderos para incorporarse al Club Deportivo Libertad de la ciudad de Sunchales que iba a disputar el Torneo Argentino A. Así, Arias pudo emigrar al equipo del interior del país. Tuvo un buen primer semestre de 2013 con Libertad disputando 18 partidos.
Para la temporada 2013/2014 Arias renueva su vínculo y logra tener un buen torneo,  disputando 18 partidos, donde el equipo es protagonista.

### Comunicaciones
Para el Torneo de Transición 2014, el Club Comunicaciones lo ficha. Sin embargo, no tuvo continuidad con el "cartero".

## Clubes
| Club                       | País      | Año         |
| -------------------------- | --------- | ----------- |
| Nueva Chicago              | Argentina | 2009 - 2012 |
| Libertad de Sunchales      | Argentina | 2013 - 2014 |
| Comunicaciones             | Argentina | 2014        |
| Juventud Unida de San Luis | Argentina | 2015        |
| Sarmiento de Resistencia   | Argentina | 2016 - ?    |

## Estadísticas
| Club                                                        | Temporada            | Liga  | Liga  | Copa Nac.1 | Copa Nac.1 | Copa Inter. | Copa Inter. | Total | Total |
| Club                                                        | Temporada            | Part. | Goles | Part.      | Goles      | Part.       | Goles       | Part. | Goles |
| ----------------------------------------------------------- | -------------------- | ----- | ----- | ---------- | ---------- | ----------- | ----------- | ----- | ----- |
| Nueva Chicago Argentina                                     | 2009/10              | 5     | 0     | -          | -          | -           | -           | 5     | 0     |
| Nueva Chicago Argentina                                     | 2010/11              | 24    | 0     | -          | -          | -           | -           | 24    | 0     |
| Nueva Chicago Argentina                                     | 2011/12              | 3     | 0     | 1          | 0          | -           | -           | 4     | 0     |
| Nueva Chicago Argentina                                     | 2012/13              | 0     | 0     | -          | -          | -           | -           | 0     | 0     |
| Nueva Chicago Argentina                                     | Total Chicago        | 32    | 0     | 1          | 0          | -           | -           | 33    | 0     |
| Libertad de Sunchales Argentina                             | 2012/13              | 18    | 0     | -          | -          | -           | -           | 18    | 0     |
| Libertad de Sunchales Argentina                             | 2013/2014            | 17    | 0     | 1          | 0          | -           | -           | 18    | 0     |
| Libertad de Sunchales Argentina                             | Total Libertad       | 35    | 0     | 1          | 0          | -           | -           | 36    | 0     |
| Comunicaciones Argentina                                    | 2014                 | 1     | 0     | -          | -          | -           | -           | 1     | 0     |
| Comunicaciones Argentina                                    | Total Comunicaciones | 1     | 0     | -          | -          | -           | -           | 1     | 0     |
| Total en su carrera                                         | Total en su carrera  | 68    | 0     | 2          | 0          | -           | -           | 70    | 0     |
| Última actualización: Comunicaciones vs. Platense, 15.11.14 |                      |       |       |            |            |             |             |       |       |

## Palmarés
| Club                                     | Campeonato                 | País      | Año         |
| ---------------------------------------- | -------------------------- | --------- | ----------- |
| Nueva Chicago                            | B Metropolitana (Ascenso)  | Argentina | 2011 - 2012 |
| Juventud Unida Universitario de San Luis | Torneo Federal A (Ascenso) | Argentina | 2015        |